# (27728) 1990 QD8
A (27728) 1990 QD8 egy kisbolygó a Naprendszerben. Eric Walter Elst fedezte fel 1990. augusztus 16-án.